# Eleotris
Eleotris es un género de peces de la familia Eleotridae, del orden Perciformes. Este género marino fue descrito por primera vez en 1801 por Marcus Elieser Bloch y Johann Gottlob Theaenus Schneider.

## Especies
Especies reconocidas del género:
- Eleotris acanthopoma Bleeker, 1853
- Eleotris amblyopsis (Cope, 1871)
- Eleotris andamensis Herre, 1939
- Eleotris annobonensis Blanc, Cadenat & Stauch, 1968
- Eleotris aquadulcis G. R. Allen & Coates, 1990
- Eleotris balia D. S. Jordan & Seale, 1905
- Eleotris belizianus Sauvage, 1880
- Eleotris bosetoi Mennesson, Keith, Ebner & Gerbeaux, 2016 [2]
- Eleotris daganensis Steindachner, 1870
- Eleotris fasciatus T. R. Chen, 1964
- Eleotris feai Thys van den Audenaerde & Tortonese, 1974
- Eleotris fusca (Bloch & J. G. Schneider, 1801)
- Eleotris lutea F. Day, 1876
- Eleotris mauritiana E. T. Bennett, 1832
- Eleotris melanosoma Bleeker, 1853
- Eleotris oxycephala Temminck & Schlegel, 1845
- Eleotris pellegrini Maugé, 1984
- Eleotris perniger (Cope, 1871)
- Eleotris picta Kner, 1863 (Spotted sleeper)
- Eleotris pisonis (J. F. Gmelin, 1789)
- Eleotris sandwicensis Vaillant & Sauvage, 1875
- Eleotris senegalensis Steindachner, 1870
- Eleotris soaresi Playfair, 1867
- Eleotris tecta W. A. Bussing, 1996
- Eleotris tubularis Heller & Snodgrass, 1903
- Eleotris vittata A. H. A. Duméril, 1861
- Eleotris vomerodentata Maugé, 1984